# Inulin
Inulin je polisaharid, ki se nahaja v različnih rastlinah kot oblika rezervne hrane. Inulin je kot rezervna hrana namesto škroba prisoten predvsem v koreninah ali gomoljih rastlin iz družin radičevke in nebinovke.

## Uporaba

### Uporaba v prehrani
Inulin se v prehrani uporablja vse pogosteje, saj ima izjemno prehrambeno in funkcionalno vrednost. Lahko je povsem brez okusa, pa tudi rahlo sladkast in ga lahko uporabljamo kot nadomestek sladkorja, maščobe ali moke. Vsebuje le tretjino do četrtino energije v primerjavi z enako količino sladkorja ali drugih ogljikovih hidratov in le šestino do devetino energije v primerjavi z maščobo.
Daljše molekule inulina so v vodi slabše topne kot fruktoza ali oligofruktoza (kratki polimeri fruktoze). V vodi in mleku tvori mikrokristalne oblike, ki v ustih dajejo kremast občutek. Zaradi te organoleptične lastnosti lahko z inulinom nadomestimo maščobe v različnih namazih in kremah. Krajše molekule inulina (oligofruktoza) izboljšajo lastnosti živilom iz testa (pečeni izdelki so bolj voljni, piškoti so hrustljavi). Inulin izdelkom, ki so slajeni z umetnimi sladili, zakrije neprijetni okus po sladilih.
Prehransko velja za obliko topne vlaknine, zato velja poudariti, da lahko uživanje velikih količin (še posebej pri občutljivih in/ali nevajenih posameznikih) vodi v napihnjenost in vetrove. Inulin ima minimalen učinek na krvni sladkor, zaradi česar je primeren za diabetike ter potencialno koristen pri obvladovanju težav s krvnim sladkorjem. Kljub podobnemu imenu, pa ne po mehanizmu delovanja, ne po kemijski sestavi nima nobene zveze z inzulinom.

### Uporaba v industriji
Nehidroliziran inulin lahko tudi neposredno pretvorijo v etanol v procesu vrenja ob dodatku saharoze z uporabo glive (Aspergillus niger) in kvasovk (Saccharomyces cerevisiae). S hidrolizo iz inulina pridobivajo fruktozo.

### Uporaba v medicini
V medicini se uporablja tudi za ugotavljanje glomerulne filtracije po parenteralni aplikaciji, ker se nespremenjen izloča z urinom.

## Biokemija
Inulin je oligomer oz. polimer fruktoze (3 do 120 monomernih enot) ter z eno ali več molekulami glukoze na koncu polimerne verige. Molekule fruktoze so povezane z beta-(2-1) glikozidno vezjo.
Inuline poimenujejo na naslednji način, pri čemer je n število fruktoz in Py je okrajšava za piranozil:
- Inulini s terminalno glukozo so znani kot: alfa-D-glukopiranozil-[beta-D-fruktofuranozil]   (n-1)-D-fruktofuranozidi, skrajšano GpyFn.
- Inulini brez glukoze so: beta-D-fruktopiranozil-[D-fruktofuranozil](n-1)-D-fruktofuranozidi, skrajšano FpyFn.

## Delovanje inulina
Inulin je neprebavljiv za človeška encima ptialin in amilazo, ki sta namenjena prebavljanju škroba. Zato inulin ostane večino prebavnega trakta nedotaknjen. Šele v debelem črevesju ga prebavijo bakterije, pri čemer se sproščajo določene količine ogljikovega dioksida in metana. Tako hrana, ki vsebuje večje količine inulina, povzroča vetrove, še posebej pri tistih, ki inulina niso vajeni, zato je sprva potrebno uživati hrano, ki vsebuje inulin v manjših količinah. Vendar pa se sčasoma večina ljudi navadi in lahko uživa velike količine inulina brez stranskih učinkov. Inulin se v gastrointestinalnem traktu ne razgradi do enostavnih sladkorjev (monosaharidi), zato ne dviguje ravni krvnega sladkorja in je primeren za diabetike.
Inulin je tudi zelo učinkovit prebiotik, saj v črevesju spodbuja rast koristnih probiotičnih bakterij, kar je potrdilo tudi kar nekaj kliničnih študij. Kot je bilo že omenjeno, inulin potuje skozi želodec in tanko črevo nespremenjen, in je tako v celoti na voljo bakterijski flori v debelem črevesu. Tam selektivno spodbuja rast bakterij iz rodov Bifidobacterium in Lactobacillus. Specifične spremembe v povečanju števila bakterij mikroflore so bile raziskane v kliničnih študijah na živalskih modelih in na človeku.
Te bakterije proizvajajo iz inulina kratkoverižne maščobne kisline, s katerimi znižajo pH-vrednost vsebine v debelem črevesu. Maščobne kisline so pomembne za zagotavljanje optimalnega delovanja celic sluznice kolona in za dobro absorpcijo kalcijevih, magnezijevih in železovih ionov. Z mehanizmi povečanja absorpcije določenih mineralov (kalcija, magnezija in v nekaterih primerih še fosforja) in elementov v sledovih (Cu, Fe, Zn) so se ukvarjali v mnogih kliničnih študijah. Ugotovljeno je bilo, da inulin res izboljša absorpcijo preko treh možnih mehanizmov, ki so: 1) poveča pasivno absorpcijo v kolonu s povečano topnostjo kalcija, ki je povezana s spremembo pH in s spremembo mikroflore; 2) direktni efekt nastalih kratkoverižnih maščobnih kislin, ki povečanjo transcelularni prehod Ca; 3) pospeši rast celic in tako se poveča razpoložljiva površina za absorpcijo v tankem in debelem črevesju.
Danes pogosto kombinirajo inulin s probiotiki (kulturami bakterij), ki jih dodajajo prehranskim izdelkom.
Nekatere tradicionalne diete vsebujejo tudi do 20 g inulina na dan. Mnoge vsakodnevno uporabljene rastline bogate z inulinom, kot denimo cikorija (Cichorium intybus), česen (Allium sativum), por (Allium porrum), topinambur (Helianthus tuberosus), tolščak (Portulaca oleracea), veljajo že stoletja za zdravju koristne.
Inulin naj bi tudi zniževal koncentracijo holesterola v krvi, kar naj bi imelo preventivno vlogo v razvoju ateroskleroze in bolezni povezanih z njenimi zapleti (srčnega infarkta, možganske kapi). Narejena je bila dvojno slepa randomizirana raziskava, v katero je bilo vključenih dvajset moških s povišanim nivojem holesterola v krvi (več kot 200mg/dl). Pacienti so tri tedne prejemali običajno prehrano in tri tedne prehrano s primešanimi 20g inulina iz cikorija. Rezultati krvnih analiz so pokazali, da je inulin značilno vplival le na vsebnost trigliceridov. Tudi vsebnosti holesterola so bile v obdobju diete z inulinom v povprečju nižje, vendar pa razlika ni bila statistično značilna. V drugi raziskavi, ki so jo na podoben način opravili na zdravih prostovoljcih, so prav tako ugotovili, da se je v času jemanja inulina znižala koncentracija trigliceridov (za 21%) in holesterola (za 8%) v krvi. V še dveh podobnih raziskavah pa učinka inulina na krvne lipide niso opazili.

## Naravni viri inulina
Rastline, ki vsebujejo visoke koncentracije inulina: 
- Regrat (Taraxacum officinale)
- Topinambur (Helianthus tuberosus)
- Navadni potrošnik ali cikorija (Cichorium intybus)
- Čebula (Allium cepa)
- Česen (Allium sativum)
- Artičoka (Cynara scolymus)
- Gostocvetni špargelj (Asparagus densiflorus)

## Zanimivosti

### Kavni nadomestki
Zelo zanimiv podatek je tudi, da s praženjem inulina – v bistvu pražimo korenino navadnega potrošnika in ječmen, pridobivamo kavne nadomestke. Najbolj znano je praženje korenin navadnega potrošnika, tako dobimo kavni nadomestek, ki ga tržijo kot cikorijo. Kavne nadomestke so odkrili v začetku 18. stoletja, ko so bile v tedanji Evropi težave z uvozom kave, ki je bila silno draga. Tedanji absolutisti so si močno prizadevali povečati državne denarne prejemke, zato razmetavanje denarja za drage tuje izdelke ni bilo dovoljeno. Celo uporaba kave je bila nekaj časa prepovedana. V nekaterih nemških deželah pa so iznajdljivi trgovci hitro začeli iskati nadomestke za kavo. Med prvimi je bila pražena korenina cikorije ali navadnega potrošnika. Danes je korenina navadnega potrošnika (Cichorium intybus) glavni vir za pridobivanje inulina. Vsebuje ga kar 15 do 20 odstotkov. Proizvodni postopek je podoben kot pri pridobivanju sladkorja iz sladkorne pese.

### Senzorična sprejemljivost čokolade z inulinom
Proučevan je bil vpliv inulina na senzorične značilnosti čokolade. Raziskava je obsegala primerjavo treh običajnih čokolad (mlečno, lešnikovo in riževo) s čokoladami, v katerih je bila saharoza nadomeščena s fruktozo in inulinom. Rezultati ankete med naključnimi potrošniki in diabetiki so pokazali dobro sprejemljivost čokolade z inulinom. Potrošniški preskus, izveden s 7 točkovno hedonsko lestvico, je pokazal, da 11 do 13 letni otroci dajo prednost običajni čokoladi. Trije preskusi razlikovanja: primerjava v parih, duo-trio in triangel preskus kažejo, da med navadnimi čokoladami in čokoladami z inulinom obstajajo senzorično zaznavne razlike. 
Za kvantitavno oceno senzoričnih značilnosti posameznih čokolad je bil izveden analitski preskus s sedemčlanskim panelom. Ocenjevali so osem senzoričnih lastnosti s 5-točkovno lestvico. Ugotovljeno je bilo, da se navadne čokolade in čokolade z inulinom statistično značilno razlikujejo, zlasti v sladkosti in topnosti. Splošna ugotovitev je bila, da je sprejemljivost čokolade z inulinom, ki vsebuje manj sladkorja, več vlaknine, ima manjšo energijsko vrednost in ima zato lastnosti funkcionalnega živila, dobra.